# District du Tripura occidental
Le district du Tripura occidental  (hindi : পশ্চিম ত্রিপুরা জেলা) est un district de l'État du Tripura, en Inde.

## Géographie
Au recensement de 2011, sa population était de 988 192 habitants.
Son chef-lieu est la ville de Agartala. 

La carte de districts